# På et hængende hår
På et hængende hår (engelsk originaltitel: A Close Shave) er en britisk stop-motion animeret kortfilm fra 1995, der er skrevet og instrueret af Nick Park og produceret af Aardman Animations sammen med Wallace & Gromit Ltd., BBC Bristol og BBC Children's International. Det er den tredje film med Walter og Trofast, efter Den Store Udflugt (1989) og De Forkerte Bukser (1993).
På et hængende hår vandt Oscar for bedste korte animationsfilm. Frode Får (på engelsk Shaun) optrådte for første gang i På et hængende hår, og han blev sidenhen hovedrollen i spin-off-serien Frode Får.
Filmen blev fulgt op med Det store grøntsagskup (2005) og Et spørgsmål om liv eller brød (2008).